# Dardano Sacchetti
Dardano Sacchetti (nacido en 1944) es un guionista italiano, reconocido principalmente por su trabajo con los directores Mario Bava, Lamberto Bava y Lucio Fulci. Su primera experiencia como guionista ocurrió en 1971 con El gato de las nueve colas, de Dario Argento.

## Filmografía

### Cine
| Título                              | Créditos  | Créditos | Notas         |
| Título                              | Guionista | Historia | Notas         |
| ----------------------------------- | --------- | -------- | ------------- |
| El gato de las nueve colas          | Sí        |          |               |
| A Bay of Blood                      |           | Sí       |               |
| Emergency Squad                     | Sí        | Sí       |               |
| Manhunt in the City                 | Sí        | Sí       |               |
| Mark of the Cop                     | Sí        | Sí       |               |
| Mark Shoots First                   | Sí        | Sí       |               |
| Rome Armed to the Teeth             | Sí        |          |               |
| Cross Shot                          | Sí        |          |               |
| Free Hand for a Tough Cop           | Sí        | Sí       |               |
| Mark Strikes Again                  | Sí        |          |               |
| Destruction Force                   | Sí        |          |               |
| Stunt Squad                         | Sí        | Sí       |               |
| A Man Called Magnum                 | Sí        | Sí       |               |
| Sette note in nero                  | Sí        | Sí       |               |
| Shock                               |           |          |               |
| Zombi 2                             | Sí        |          | No acreditado |
| City of the Living Dead             | Sí        | Sí       |               |
| The Beyond                          | Sí        | Sí       |               |
| The House by the Cemetery           | Sí        |          |               |
| The New York Ripper                 | Sí        |          |               |
| Manhattan Baby                      | Sí        | Sí       |               |
| The Scorpion with Two Tales         |           | Sí       |               |
| Amityville II: The Possession       | Sí        |          | No acreditado |
| 1990: The Bronx Warriors            | Sí        | Sí       |               |
| Ironmaster                          | Sí        |          |               |
| A Blade in the Dark                 | Sí        | Sí       |               |
| The Atlantis Interceptors           | Sí        | Sí       |               |
| Warriors of the Year 2072           | Sí        | Sí       |               |
| Demons                              | Sí        | Sí       |               |
| Cut and Run                         | Sí        | Sí       |               |
| Demons 2                            | Sí        | Sí       |               |
| Body Count                          | Sí        |          |               |
| Specters                            | Sí        |          |               |
| La chiesa                           |           | Sí       | No acreditado |
| The Teddy Bear                      | Sí        |          |               |
| L'importante è non farsi notare     |           | Sí       |               |
| Scusi lei è normale?                | Sí        | Sí       |               |
| Cannibal Apocalypse                 | Sí        |          |               |
| La cameriera seduce i villeggianti  | Sí        |          |               |
| The Last Hunter                     | Sí        |          |               |
| Pierino il fichissimo               | Sí        | Sí       |               |
| Blue Island                         | Sí        | Sí       |               |
| Pierino la peste alla riscossa      | Sí        | Sí       |               |
| Thunder Warrior                     | Sí        | Sí       |               |
| Exterminators of the Year 3000      | Sí        | Sí       |               |
| Monster Shark                       | Sí        |          |               |
| Impatto mortale                     | Sí        | Sí       |               |
| Man Hunt                            |           | Sí       |               |
| Midnight Killer                     | Sí        | Sí       |               |
| Evil Senses                         | Sí        |          |               |
| Superfantagenio                     |           | Sí       |               |
| Thunder Warrior II                  | Sí        | Sí       |               |
| Colpo di Stato                      | Sí        | Sí       |               |
| Karate Warrior                      | Sí        | Sí       |               |
| Delta Force Commando                | Sí        | Sí       |               |
| I predatori della pietra magica     | Sí        | Sí       |               |
| Ratman                              | Sí        | Sí       |               |
| Il ragazzo dal kimono d'oro 2       | Sí        | Sí       |               |
| Afganistan - The Last War Bus       | Sí        | Sí       |               |
| Bye Bye Vietnam                     | Sí        | Sí       |               |
| I ragazzi del 42° plotone           | Sí        | Sí       |               |
| Money                               | Sí        | Sí       |               |
| L'angelo con la pistola             | Sí        | Sí       |               |
| Il ragazzo dal kimono d'oro 3       | Sí        | Sí       |               |
| Italia '90 - Notti magiche          | Sí        | Sí       |               |
| Alibi perfetto                      | Sí        | Sí       |               |
| Alex l'ariete                       | Sí        | Sí       |               |
| Bastardi                            | Sí        |          |               |
| Blood of the Losers                 | Sí        | Sí       |               |
| Tulpa                               |           | Sí       |               |
| Roma nuda... come tutto ebbe inizio | Sí        | Sí       |               |
| La madre                            | Sí        | Sí       |               |